# 집까마귀
집까마귀(house crow, 학명: Corvus splendens 코르부스 스플렌덴스[*])는 까마귀과 까마귀속에 속하는 연작류의 일종이다. 인도 아대륙이 원산지이나 배에 묻어 수출되어 세계 곳곳에서 발견된다. 신장은 서양갈까마귀와 송장까마귀의 중간 정도인 40 센티미터 정도이나 체격은 둘 다보다 더 날씬하다. 이마, 정수리, 목아래, 가슴 부위는 매우 기름진 검은색이고, 그 이외의 부위들은 보다 옅은 회갈색이다.

## 분포
집까마귀는 네팔, 방글라데시, 인도, 파키스탄, 스리랑카, 몰디브 섬과 락샤드위프 제도, 태국 남서부와 이란 남부 해안에 서식한다. 서식지는 대체로 남아시아에 광범위하게 분포한다. 그리고 집까마귀는 1897년에 동아프리카의 잔지바르 주변과 포트 수단서도 발견된 기록이 있다. 대한민국에서도 2010년 인천 문갑도에서 1개체가 관찰된 기록이 있다.
배를 타고 오스트레일리아에 도착한 무리도 있었으나 지금은 모두 사라졌다. 최근에 유럽에도 날아와서 1998년부터 네덜란드 항구 도시 후크반홀란드에서 사육되고있다. 홍콩에서는 라이 코크 단지, 샴 슈이 파크와 신주룽 짜이 공원에서 200 ~ 400마리가 서식하고 있다. 그 외도 아일랜드의 남해안의 코르크 항구 주변, 미국에서는 플로리다주 세인트 피터스버그 근방에서도 목격되고 있다.
싱가포르에서는 2001년에 지나치게 증가한 집까마귀의 개체수를 조절하기 위한 계획이 시행되기도 했다. 집까마귀는 잡식성의 청소부 역할을 하기 때문에 인구가 급증하면서 개체수가 비례해서 늘어났다.
집까마귀는 특히 열대 지방에서 개체수가 급증할 가능성이 높다.
집까마귀는 사람과 개별적으로 서식하는 개체는 없는 것으로 알려져 있다.

## 먹이

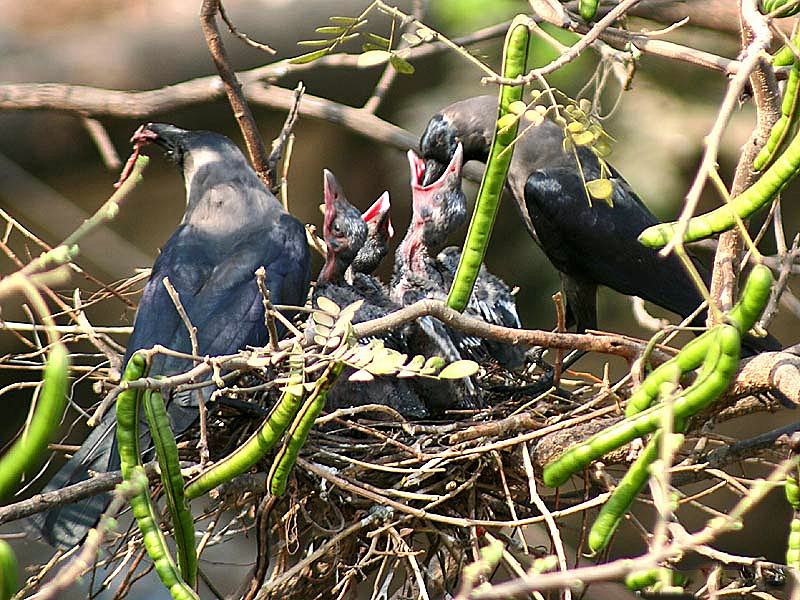
먹이를 주고 있는 어미 집까마귀

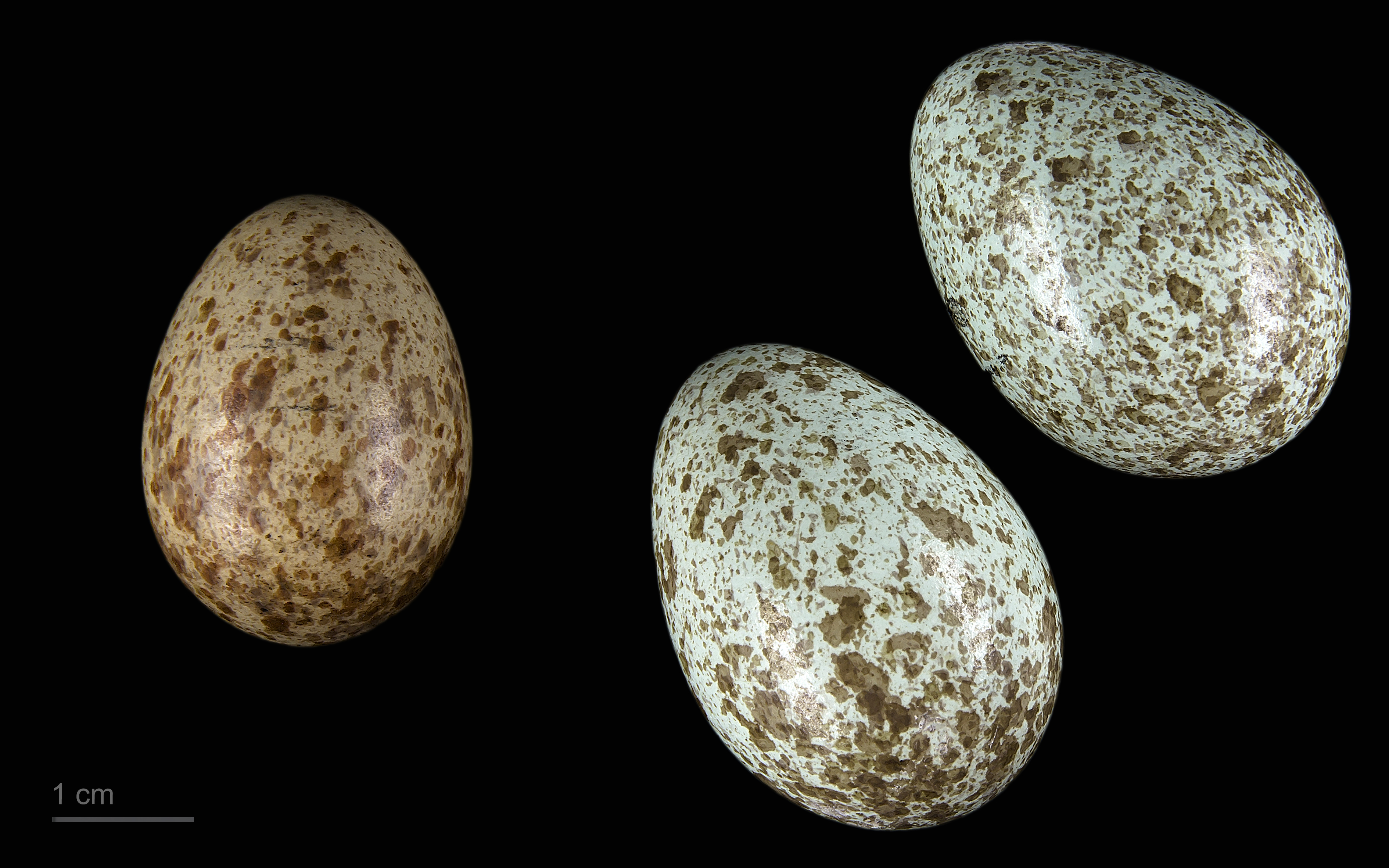
Eudynamys scolopaceus + Corvus splendens

집까마귀들은 주로 인간의 거주지 주변 쓰레기, 작은 파충류와 포유 동물, 곤충 및 다른 작은 무척추동물과 곡물이나 과일을 먹는다. 집까마귀들이 공중에서 새끼 다람쥐를 낚아채는 것도 자주 목격된다.
거의 대부분의 먹이들은 땅에서 얻지만 기회가 있을 때는 나무에서 얻는다.
집까마귀들은 시장이나 쓰레기를 버리는 장소 주변에서 쉽게 발견된다. 집까마귀들이 사체를 먹은 뒤에 모래를 먹는 것도 관측되었다.

## 서식

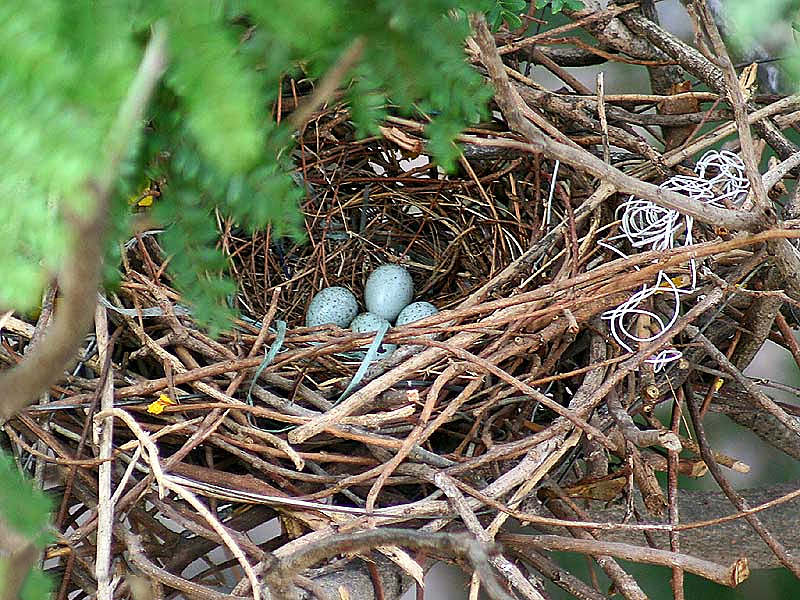
집까마귀의 둥지와 알

집까마귀는 가끔 전봇대에 둥지를 틀기도 하지만 대부분은 번식을 위해 둥지를 나무에 튼다. 막대기형 둥지에 3~5개의 알을 낳으며, 때로는 하나의 나무에 여러 개의 둥지를 틀기도 한다. 인간의 거주지에 가까이 살다 보니 조명이 밝은 곳이나 고층건물에 둘러싸인 곳에 서식하기도 한다. 남아시아의 집까마귀들은 아시아 대륙에서 넘어온 것이다. 인도와 말레이 반도의 집까마귀는 4~7월이 집중 번식 기간이며 보통은 큰 나무 위에 둥지를 튼다.